# Euophrys semirufa
Euophrys semirufa es una especie de araña saltarina del género Euophrys, familia Salticidae. Fue descrita científicamente por Simon en 1884.
Habita en Siria.